# معركة مراوة
معركة مراوة أو غزوة مراوة وهي معركة كبيرة بين قبيلة هذيل وبين دولة الشريف بركات في موضع قرب الطائف يسمى مراوة. بتاريخ 2 محرم 894 هـ /1 ديسمبر 1488.

## خبر المعركة
ذكر عبد العزيز بن النجم المكي خبر المعركة وفيها ذكر في السنة الرابعة وتسعين وثمان مائة توجه القائد مفتاح البوقيري من كبار عبيد الشريف محمد بن بركات في عسكر الشريف واخذ جماعة من مكة ممن ينتسبون الى قبائل العرب وسكنوا بها واعطاءهم الأسلحة والزاد وزودهم بما يحتاجون. وخرج بهم متوجها الى قبيلة ال جميل من هذيل. وهم مقيمون في سراتهم المعروفة بمراوة غرب الطائف جنوب الهدا شرق عرفة.
وامر مفتاح البوقيري كل قبيلة في طريقة ان تدخل في جيشة ومن لا يسير في جيشه فهو ناقي أي انه سيكون ممن سيُحارب. فلم تكترث القبائل به فوصل مفتاح البوقيري الى اسفل جبل مراوة ومعه جيشه. ترك الجيش وذهب الى مناطق الحجاز ليجمع جيش اكبر لمحاربتهم. وترك قيادة الجيش الموجود تحت الجبل بيد عنان بن قنيد بن مثقال الحسني الشريف. وعلي بن رشيد. فنزل ال جميل من مراوة على جيش الشريف الموجود تحت الجبل وقتلوا منهم مقتلة عظيمة ونهبوهم وهرب الجيش من مراوة فباتوا ال جميل يلحقون الجيش ويسبون منهم حتى وصلوا الى نواحي عرفة وأسرت هذيل الشريف عنان بن قنيد وعلي بن رشيد وأطلقوهم لاحقا كرامة لمحمد بن بركات. وكان مجموع من قتل ثلاث وأربعون رجلا منهم حسين بن بدر بن ماجد السمان أحد خواص الشريف محمد بن بركات.  قال عز الدين المكي.
| معركة مراوة | وجاء الخبر الى مكة ليلة الجمعة في الثامن من محرم فحصل الضجيج والبكاء في نواحي مكة على المقتولين وكانوا ثلاث وأربعين | معركة مراوة |